# Société centrafricaine de développement agricole
La Société centrafricaine de développement agricole (Socada), a repris en 1979, lors de la création de l'empire de Jean-Bedel Bokassa, les activités de l'Union cotonnière centrafricaine (UCCA), créée 1966. Elle a cependant conservé à son capital la Compagnie Française pour le Développement des Textiles.
D'abord entreprise publique intégrée, regroupant toutes les activités de la filière, la Société centrafricaine de développement agricole est responsable de l'approvisionnement, l'encadrement, la collecte, l'égrenage et la commercialisation du coton, dans une logique de développement régional. La filière coton fait vivre en temps normal plus de 1 million de centrafricains sur plus de 115 000 exploitations.
Comme dans d'autres pays de la zone franc, la crise cotonnière 1985-1986, marquée par une chute des cours et une forte baisse du dollar, mettent la filière du coton centrafricain dans une situation financière catastrophique, générant d'énorme besoins en subventions gouvernementales. En 1991, la Société centrafricaine de développement agricole est divisée en trois entités : la Société Cotonnière Centrafricaine (SOCOCA), chargée des activités industrielles et commerciales, dont l’État conserve 66 %, la CFDT prenant 34 %, l’Agence de Développement Agricole (ACDA, chargée de l’encadrement, et l’Institut Centrafricain de Recherche Agronomique (ICRA).
Deuxième étape dans la privatisation, en 1996, l’État centrafricain ramène sa participation dans la SOCOCA à 40 % et autorise la création de la Compagnie pour la Culture et l’Egrenage du Coton (COCECOT), une société anonyme dont l’objet social de la COCECOT est la relance de la culture du coton dans les zones marginales abandonnées par la SOCOCA, ce qui aboutit à la création d’un duopole. Grâce à la reprise des cours mondiaux à partir de 1994, le nombre de producteurs centrafricains est passé de 57 218 en 1993/1994 à 92 083 en 1994/1995, puis à 114 269 en 1997/1998. Mais avec la suspension, en 1997, du financement extérieur du projet d’appui aux institutions agricoles, l’Acda a vu son activité perturbés, seuls les services d’animation poursuivant leur fonction.
La filière coton traverse de nouveau une crise sans précédent à partir de 1998 : en deux ans la production passe de 46 037 tonnes de coton-graine, un record historique, à 20 000 tonnes. En 2005, quand la dernière société cotonnière privée de République centrafricaine, la SOCADETEX, a déclaré la faillite, l’État de République centrafricaine a pris la décision de créer une "Cellule Coton" au sein de l’Agence de Développement Agricole. 
L'agence, successeur de fait de la Société centrafricaine de développement agricole, avait un objectif de 15 000 tonnes de coton graines pour la campagne d'égrenage 2010/2011. À moyen terme, son objectif est de retrouver en trois ans, son "niveau normal de production", de 45 000 tonnes de coton graine, puis d'atteindre la barre de 100 000 tonnes de coton graine, selon son directeur  Honoré Feizour.